# Juana María Lambrino
Joanna Marie Valentina Lambrino (Roman, Rumania, 3 de octubre de 1898 - París, Francia, 11 de marzo de 1953), Zizi Lambrino, fue la primera esposa de Carlos II, rey de Rumania; tuvieron un hijo.

## Biografía
Nació en Rumania el 3 de octubre de 1898, siendo su nombre real Joanna Marie Valentina Lambrino. Era hija de un mayor del ejército, Constantin Lambrino, y de Euphrosine Alcaz.
En 1918, durante la Primera Guerra Mundial la corte se desplaza a Iaşi, alejándose del conflicto, allí se conocen y se enamoran Zizi y el heredero.
Fue amante del príncipe heredero Carlos de Hohenzollern-Sigmaringen, luego Carlos II, Rey de Rumania. La familia real se opondrá al enlace con una plebeya; pero desertando el príncipe Carlos del ejército, cruza la frontera rusa y se casan en la Catedral de Odesa (Ucrania) el 31 de agosto de 1918 en un matrimonio morganático
El Rey Fernando I de Rumanía furioso le confinó por 75 días en Bistriţa, haciendo que la Corte Suprema anulase el matrimonio declarándolo ilegal en 1919. El primer ministro le acusó prácticamente de traición. En rebeldía el príncipe Carol llegó a firmar documentos de abdicación.
El 8 de agosto de 1920 nacería un hijo de esa unión, Mircea Gregor Carol Hohenzollern (también llamado Carol Hohenzollern o Carol Lambrino). Pero Carlos contraerá segundas nupcias el 10 de marzo de 1921 en un matrimonio de Estado.
Carlos II y el gobierno rumano continuarían sosteniendo la manutención de Zizi y su hijo en el exilio francés.
Fallece en París el 11 de marzo de 1953.

## Cuestión sucesoria
A consecuencia de una reclamación de un nieto de Carlos y Zizi, Paul Philippe Hohenzollern, hijo del primer matrimonio de Carlos Lambrino, con Helene Nagavitzine (hija de Paul Nagavitzine y de Marguerite Brissot), la Corte Rumana declaró en 1996 legal el matrimonio anulado, por lo que se creó un problema en la sucesión dinástica.
Así que, si el matrimonio anterior no se extinguió nunca, el segundo matrimonio de Carlosl II con la princesa Elena de Grecia no sería válido, sembrándose una duda sobre su otro hijo y sucesor el Rey Miguel I de Rumania.
Sin embargo, esta cuestión sucesoria no parecería muy sólida en cuanto que Carlos, cuando accedió al trono, no rectificó la nulidad en ningún momento legitimando a este primer hijo.

## Títulos y tratamientos
Esta tabla aún no está actualizada. Puedes contribuir aportando información sobre títulos y tratamientos de esta persona.